# Tajlebilhó
Tajlebilhó es una localidad del municipio de Larráinzar ubicado en la región de Los Altos del estado mexicano de Chiapas.

## Geografía
La localidad de Tajlebilhó se sitúa en las coordenadas geográficas 16°56′12″N 92°48′52″O / 16.936667, -92.814444, a una elevación de 1,923 metros sobre el nivel del mar.

## Demografía
Según el Censo de Población y Vivienda 2020, efectuado por el Instituto Nacional de Estadística y Geografía, la localidad de Tajlebilhó tiene 219 habitantes, de los cuales 113 son del sexo masculino y 106 del sexo femenino. Su tasa de fecundidad es de 2.87 hijos por mujer y tiene 33 viviendas particulares habitadas.
| Gráfica de evolución demográfica de Tajlebilhó entre 1921 y 2020 |
|                                                                  |
| INEGI.                                                           |